# Bartramidula wilsonii
Espèce
Bartramidula wilsonii est une espèce de mousses de la famille des Bartramiaceae.